# Merkendorf (Autriche)
Merkendorf est une ancienne commune autrichienne du district de Südoststeiermark en Styrie.